# شبه منحرف
شبه المنحرف هو رباعي أضلاع فيه ضلعان متقابلان متوازيان. ويراعى أنه يتم استثناء متوازي الأضلاع من هذا التعريف الذي غالباً ما يعتبر حالة خاصة من شبه المنحرف. كان يطلق عليه اسم ذو الزنقة في عصر الحضارة الإسلامية.

## المساحة
لتكن K مساحة شبه منحرف كيفي
K بدلالة القاعدتين الكبرى والصغرى والارتفاع تكون: {\displaystyle K={\frac {a+b}{2}}\cdot h}
K بدلالة الأضلاع الأربعة تكون:{\displaystyle K={\frac {a+b}{|b-a|}}{\sqrt {(s-b)(s-a)(s-b-c)(s-b-d)}}}
حيث أن: {\displaystyle s={\tfrac {1}{2}}(a+b+c+d)}
K حسب علاقة بريتشنايدر:{\displaystyle K={\sqrt {{\frac {(ab^{2}-a^{2}b-ad^{2}+bc^{2})(ab^{2}-a^{2}b-ac^{2}+bd^{2})}{(2(b-a))^{2}}}-\left({\frac {b^{2}+d^{2}-a^{2}-c^{2}}{4}}\right)^{2}}}}

## الارتفاع
ارتفاع شبه المنحرف بدلالة الأضلاع الأربعة يكون حسب العلاقة التالية:
{\displaystyle h={\frac {\sqrt {(-a+b+c+d)(a-b+c+d)(a-b+c-d)(a-b-c+d)}}{2|b-a|}}}

## القاعدتان
القاعدتان الكبرى والصغرى لشبه منحرف كيفي بدلالة القطرين والضلعين الجانبيين حسب علاقة بن عيشة جمال الدين:
{\displaystyle b={\sqrt {\frac {(c^{2}-p^{2})^{2}-(d^{2}-q^{2})^{2}}{2(c^{2}+p^{2})-2(d^{2}+q^{2})}}}}
{\displaystyle a={\sqrt {\frac {(d^{2}-p^{2})^{2}-(c^{2}-q^{2})^{2}}{2(d^{2}+p^{2})-2(c^{2}+q^{2})}}}}
حيث أن AC=p، BD=q، AD=c و BC=d مع p لايساوي q.
يمكن استعمال علاقة جمال في اثبات توازي مستقيمين، حيث بالنسبة للشكل الذي لدينا:
إذا كان 0<b² فإن a و b متوازيان، وإذا كان b²<0 فإن a و b غير متوازيين.

## القطران
يمكن حساب قطري شبه المنحرف انطلاقا من الأطوال الأربعة باستخدام العلاقة التالية:
{\displaystyle p={\sqrt {\frac {ab^{2}-a^{2}b-ac^{2}+bd^{2}}{b-a}}}}
{\displaystyle q={\sqrt {\frac {ab^{2}-a^{2}b-ad^{2}+bc^{2}}{b-a}}}}
مع p لايساوي q.
الا في حالة ان يكون شبه المنحرف متطابق الساقين

## وصلات خارجية
- Weisstein, Eric W. "شبه منحرف". MathWorld.